# المصانع (حبيش)

تعديل مصدري - تعديل

المصانع محلة تابعة لقرية السهلة، التابعة لعزلة بني شبيب بمديرية حبيش إحدى مديريات محافظة إب في الجمهورية اليمنية، بلغ تعداد سكانها 137 حسب تعداد اليمن لعام 2004.